# Looklet
Looklet é um site de moda, com sede situada em Estocolmo, na Suécia. Se trata de um estúdio virtual de styling, onde é possível vestir as modelos virtuais disponíveis com roupas existentes da vida real. Os usuários combinam e misturam pecas selecionadas de reais marcas, coleções, estilistas e designers, e salvam seus looks para que outros possam ver e comentar. 
O guarda-roupa virtual do site cresce constantemente, com a adição de novas roupas, além de novas modelos, cenários e efeitos de imagem. É possível que novos estilistas enviem itens de sua criação para o site.

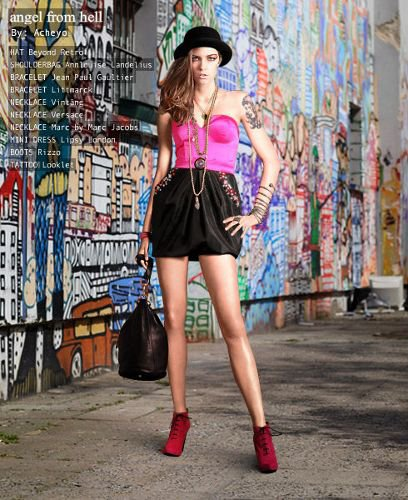
Exemplo de look criado no site Looklet.

Atualmente, o site Looklet conta com cerca de 90 mil usuários. A maior parte destes é do sexo feminino, na faixa etária de 18 a 24 anos de idade.